# Folket (Randers)
 For alternative betydninger, se Folket. (Se også artikler, som begynder med Folket)
Folket (Randers), grundlagt 1941, var et dansk dagblad og landsavis, der blev udgivet 6 gange om ugen frem til 1946.
Redaktionen bestod af journalist Chr. P. Christensen fra 1937-1943 og senere fra 1945-1946. I mellemtiden fra 1943-1945 var journalist Henrik Clausen en del af redaktionen. Avisen eksisterede fra 1941-1946 og var ejet og blev udgivet af syv jyske amtsorganisationer i L.S. (Landbrugernes Sammenslutning) i kontrakt med L.S.’ hovedorganisation. 

## Historie
L.S. oprindelige formål bestod i at fremstå som en klassebevidst landbrugsforening inden for andelsforetagender og lignende. Men idet L.S. ikke længere fremstod sådan og efter Kanslergadeforliget gik i politisk kamp mod regeringen og Venstre, var det nødvendigt at etablere en presse, der dækkede udover Brønderslev, Maribo og Holstebro. I 1935 oprettedes bladet Folket, der som ledende blad blev et kamporgan for L.S.' antiliberalistiske, agrariske klassepolitik, i kravene om fri valutahandel, gældsmoratorier, nedskæring af statens sociale og øvrige udgifter. Med skarp tone drøftedes emner som produktionstrejke og skattenægtelse og visse L.S.-lederes antiparlamentarisme og halvfascistiske tendenser var mærkbare. 

## Navnevarianter
- Folket. Frit, uafhængigt Dagblad (Randers) (1941-1946)